# Oonah Keogh
Oonah Mary Irene Keogh, auch Úna Keogh, verheiratete Giltsoff, (* 2. Mai 1903 in Dublin; † 18. Juli 1989 ebenda) war eine Irin, die ab 1925 als erste Frau an einer Wertpapierbörse Handel betrieb.

## Biographie

### Familie und Ausbildung
Oonah Keogh war ein Kind von Annie Kathleen Doyne (1873–1946), Tochter eines vermögenden Unternehmers, und von Joseph Chapman Keogh (1862–1944). Der Vater war in den 1880er Jahren jüngster Bankmanager Irlands als Leiter einer Filiale der Hibernian Bank in Swinford, Mayo. Nach dem Tode von Annie Keoghs Vater und einer folgenden Erbschaft zog die katholische Familie in die eigene repräsentative Immobilie Rossbegh in Dublin, und Josef Keogh wurde Mitglied der Dublin Stock Exchange. In diesem Haus wurden Oonah Keogh und ihre acht Geschwister geboren. Josef Keogh war an der Börse sehr erfolgreich, und 1912/13 zog die Familie in den größeren Besitz Trentham. Ab dem Alter von etwa elf Jahren besuchte Oonah, wie auch ihre Schwestern, die exklusive Privatschule St. Mary’s Priory in Princethorpe im englischen Warwickshire, zwischen 1917 und 1918 das private Alexandra College in der Nähe von Dublin. 1922 studierte sie ein Semester lang an der Dublin Metropolitan School of Art. Später im Jahr ging sie in Begleitung einer Gouvernante auf Reisen durch Europa und Nordafrika.

### Zeit an der Börse
1925, im Alter von 22 Jahren, trat Oonah Keogh dem Unternehmen ihres Vaters Joseph Keogh & Co. Stockbroking bei, nachdem sie zuvor in London studiert hatte. Zunächst führte sie lediglich Buch für ihren Vater, doch als dieser nach einem halben Jahr für längere Zeit erkrankte, übernahm sie dessen Handelstätigkeiten. Die Mitglieder der Börse diskutierten drei Wochen lang, ob  Oonah Keogh als Mitglied aufgenommen werden solle. Die Aufnahme wurde aber von den Gentlemen nach einem „zarten Wink“ aus dem Büro des Chief Justice akzeptiert, dass die Körperschaft nach dem Gesetz nicht berechtigt sei, einer Lady die Aufnahme mit der Begründung zu verweigern, dass sie eine Frau sei. Ansonsten erfüllte sie alle Voraussetzungen: Nach einem Interview wurden ihr „fitness and means“ („Eignung und Geldmittel“) attestiert. Das erforderliche Vermögen war vorhanden sowie die notwendigen vermögenden Bürgen, unter denen sich der irische Politiker Patrick Hogan befand, und sie konnte die Aufnahmegebühr von 700 Guineas aufbringen. Diese Gebühr wurde kurz vor Oonah Keoghs Eintritt in die Börse erhöht, um zu verhindern, dass ihr weitere Frauen folgten.
So wurde Oonah Keogh, wie eine Zeitung in ihrer Schlagzeile vermeldete, „The First Woman Stockbroker“, was die Zeitschrift The Crystal als „tremendous sensation“ einstufte. An ihrem ersten Arbeitstag als Händlerin war sie, wie sie später sagte, „krank vor Angst“, aber ihre neuen Kollegen hätten sie gegen ihre Erwartung höflich und rücksichtsvoll behandelt. In Briefen zeigten sich die Kunden des väterlichen Unternehmens zufrieden mit den von ihr getätigten Geschäften, und die Börsenkollegen zogen sie offensichtlich ihrem wenig umgänglichen Vater vor. Obwohl weiterhin nicht bei bester Gesundheit, kehrte Joseph Keogh in die Firma zurück, mutmaßlich aus Angst, überflüssig zu werden. Es kam zwischen ihm und seiner Tochter zu ständigem Streit, der sich in den folgenden Jahren zuspitzte. Nach dem Wall Street Crash von 1929 und der folgenden Weltwirtschaftskrise bekam das Unternehmen wirtschaftliche Probleme. Joseph Keogh war ein „schwieriger und von sich selbst eingenommener Mann“, und Oonah Keogh klagte, ihr Vater wolle ständig seinen eigenen geschäftlichen Weg gehen und würde sie niemals um Rat fragen. Sie hatte Anrecht auf die Hälfte der erzielten Gewinne, die sie allerdings nie erhielt. 1939 musste Joseph Keogh das Unternehmen aufgeben und aus der Börse ausscheiden.
Oonah Keogh war als erste Frau in eine elitäre männliche Enklave eingedrungen, blieb aber aus anderen „männlichen Orten“ wie Golfplatz und Herrenclubs weiterhin ausgesperrt und konnte so kein geschäftliches Beziehungsnetzwerk aufbauen. 1971 sagte sie in einem Interview: „Einer der Nachteile war damals, dass Frauen sich nicht in den Lounges von Pubs trafen. Wenn sich die Männer nach Geschäftsschluss ins Jurys [Hotel in Dublin] zurückzogen, um sich zu entspannen, konnte ich sie nicht begleiten. Und selbst wenn ich mit meinem Vater zu den Rennen ging, war es dasselbe: Er ging an die Bar, um etwas zu trinken, und ich verdrückte mich zum Nachmittagstee. Heutzutage ist es so anders.“
Zu Beginn der 1930er Jahre war Oonah Keogh von den Meinungsverschiedenheiten mit ihrem Vater und den männlichen Strukturen an der Börse so entmutigt, dass sie nur noch selten ins Büro ging und häufig ihre beiden Schwestern Eta und Genevieve im englischen Hampshire besuchte.  1933 zog sich Oonah Keogh aus dem Unternehmen ihres Vaters zurück, jedoch explizit nicht von der  Dublin Stock Exchange. Erst 1939, als ihr Vater aus der Börse ausschied, wurde auch sie als Mitglied endgültig gestrichen. Es dauerte 42 Jahre, bis 1967 mit Muriel F. Siebert an der New York Stock Exchange die zweite Frau an einer Wertpapierbörse zugelassen wurde.

### Ehe und spätere Jahre
Bei ihren Besuchen in Hampshire lernte Oonah Keogh den russischen Emigranten Bayan Giltsoff kennen. Oonah und Bayan Giltsoff heirateten im November 1933 – in Abwesenheit von Oonahs Eltern, da insbesondere dem Vater die Eheschließung missfiel – und zogen nach Taunton ins englische Somerset. Die Eheleute bekamen vier Kinder, drei Söhne und eine Tochter. Bayan Giltsoff betätigte sich in verschiedenen Sparten als Künstler: Er modernisierte erfolgreich historische Tudor-Bauernhäuser und arbeitete als Bildhauer sowie als Holzschnitzer. Oonah kümmerte sich hauptsächlich um die kaufmännische Seite des Geschäfts.
Ab 1943 prozessierte Oonah Giltsoff mit der Hibernian Bank. Sie habe Anteile an der Bank als Sicherheit für ihren persönlichen Überziehungskredit hinterlegt, den sie inzwischen zurückbezahlt habe. Sie wolle die Anteile zurück oder zumindest eine einstweilige Verfügung, um die Bank daran zu hindern, sie zu verkaufen. Die Bank hingegen machte geltend, dass die Aktien als Sicherheit für die Schulden von Keogh & Co., bei der sie weiterhin als Partnerin eingetragen gewesen sei, dienen würden, und forderte von Oonah Giltsoff eine Zahlung in Höhe von 30.000 £, eine „fantastisch große“ Geldsumme in den 1940er Jahren. Die Bank gewann den Prozess, und Oonah Giltsoff musste zahlen. Die Immobilie Bellosquardo musste verkauft werden und erzielte den „lächerlich niedrigen“ Preis von 400 £. Käufer war der Politiker und Mitbegründer der Fianna Fáil Patrick Ruttledge.
1947 zogen die Eheleute Giltsoff nach Irland. Dort kauften sie eine Farm in Kilquade, auf deren Gelände 20 von Bayan Giltsoff geplante Häuser entstanden, die als Russian Village bekannt wurden. Ihr Stil war russischen Datschen nachempfunden. Unter den späteren Bewohnern befand sich Cearbhall Ó Dálaigh, irischer Präsident von 1974 bis 1976. Im Jahre 1952 zog die Familie für ein Jahr nach Oakville in Ontario, Kanada. In den späten 1950er Jahren trennten sich die Eheleute. Während Bayan Giltsoff zurück nach Irland ging, wo er 1977 starb, siedelte Oonah Keogh mit ihrer Tochter und deren Mann nach Madrid um und arbeitete sechs Jahre lang als Englischlehrerin, bis die beiden Frauen 1980 nach dem Tod des Schwiegersohnes nach Irland zurückkehrten. In den folgenden Jahren schrieb Oonah ihren Vornamen Úna. In den 1980er Jahren wurde sie finanziell von ihren Söhnen wie auch von Mitgliedern der Börsen-Community unterstützt.
In einem Porträt in der Times wurde die große, schlanke Oonah Gilsoff 1956 als „elegant“ in Erscheinung und Kleidung beschrieben. Sie trage meist Blusen und Halstücher aus Seide und bevorzuge Ma Griffe als Parfüm. Hosen tragende Frauen und solche ohne Make-Up lehne sie ab. Sie selbst rauchte allerdings und trank gerne Alkohol. In einem Artikel der  Evening Press bestritt sie entschieden, eine Feministin zu sein, und gab an, dass sie die Worte unisex und Gleichberechtigung „hasse“. Sie betonte die Bedeutung von „maskulin“ und „feminin“, daher sei „Ergänzung“ für sie der passendere Begriff.
Úna Giltsoff starb im Juli 1989 im Alter von 86 Jahren, eine Woche nach ihrer Tochter Tatiana, die einem Krebsleiden erlegen war; alle acht Geschwister von Úna waren vor ihr verstorben. Sie wurde auf dem Deansgrange Cemetery in Dún Laoghaire-Rathdown bei Dublin im Grab der Familie bestattet. Ihr Sohn Bayan sagte über seine Mutter, dass sie trotz vieler Rückschläge in ihrem Leben – so waren schon vor 1945 sechs ihrer Geschwister gestorben – immer eine Optimistin geblieben sei. Sie sei humorvoll gewesen, habe bei Problemen meist eine praktische Lösung gesucht und immer gekämpft, auch wenn die Chancen schlecht gestanden hätten.

## Erinnerung
Oonah Keogh und ihre Pionierleistung als Börsenhändlerin waren über viele Jahrzehnte vergessen, bis im Keller der Dubliner Börse die Journale aus der damaligen Zeit entdeckt und aufgearbeitet wurden. 2014 gab die  Irish Stock Exchange die Broschüre Oonah Keogh. A Celebration zu ihren Ehren heraus.